# 10957 Alps
10957 Alps è un asteroide della fascia principale. Scoperto nel 1960, presenta un'orbita caratterizzata da un semiasse maggiore pari a 2,9731356 UA e da un'eccentricità di 0,1093434, inclinata di 5,03263° rispetto all'eclittica.